# -ion
-ion ist ein häufiges Suffix beim Substantiv, das der Wortbildung dient.

## Herkunft

### Lateinisch
Die meisten Wörter mit dem Suffix -ion sind im Deutschen Feminina, die sich meist auch von Feminina im Lateinischen herleiten lassen, seltener nur von Verben. So geht etwa Nation auf natio zurück, Religion auf religio (im Lateinischen ist der Buchstabe n im Nominativ und Vokativ nicht vorhanden, wohl aber in allen anderen Kasus).
Diese Feminina sind entweder Abstrakta – etwa Religion – oder Substantivierungen zu Verben, die im Deutschen in der Regel auf -ieren enden (Bsp.: Operation – operieren).
Auch das lateinische Suffix -io wird, wie auch -tio, -sio und -tus, häufig bei der Umwandlung von Verben in Substantive verwendet. Hier liegt meist ein kontinuativer Aspekt vor, d. h., das Wort bezeichnet den Verlauf einer Handlung: ratio etwa ist der „Vorgang der Berechnung“, oratio die „Rede, die gehalten wird“. Häufig ist die Kombination mit einem „t“ zu -tio(n), die sich aus dem Partizip Perfekt Passiv des entsprechenden lateinischen Verbs ableitet.
Im Deutschen aber besitzt es, soweit überhaupt ein Verbalaspekt vorliegt, auch die Bedeutung von Handlungen, die schon abgeschlossen sind oder noch gemacht werden (perfektiver bzw. imperfektiver Aspekt), und ist dann Pendant zu -ung. Nicht jedes Wort auf -ion hat allerdings erkennbare Wurzeln in einem Verb.
-ion gehört zu den produktivsten lateinischen Suffixen
der wichtigsten europäischen Sprachen, der romanischen wie auch des Deutschen und Englischen.
Es hat in allen Sprachschichten über das Mittel- und Spätlateinische, Italienische, Französische (Dekoration, Pension), Englische (Lotion) wie auch die wissenschaftliche Fachsprache (Detonation, Sponsion) Eingang ins Deutsche gefunden. Die Ausbreitung der -ion-Bildungen im Deutschen hat Körner (2001) untersucht.
Für Substantive auf -ion, die lateinische Wurzeln haben, hat sich unter dem Einfluss des Französischen die Betonung der Endsilbe mit langem o durchgesetzt.

### Griechisch
Im Deutschen finden sich aber auch Substantive auf -ion, die aus dem Griechischen stammen. Diese Wörter werden nicht auf -ion betont, sondern auf derjenigen Silbe, die auch im Griechischen den Akzent trug. Sie sind anders als die lateinischen Wörter auf -ion Neutra. Die griechische Silbe -on ist die typische Endung sächlicher Wörter und entspricht damit der Endung -um im Latein.
Die griechischen Wörter sind aber nicht selten durch die lateinische Neutra-Endung -ium ersetzt, so existiert neben der Form Symposion auch Symposium, wohingegen man das Museum unter seinem griechischen Original mouseion überhaupt nicht kennt. Der Endungstausch führte im Beispiel von griechisch stadion sogar zu verschiedenen Bedeutungen: Stadion (Kampfbahn, Sportfeld) und Stadium (Entwicklungsstufe). Beim Endungstausch handelt sich um Entlehnung, so findet sich schon im antiken Latein symposion neben symposium, es ging also darum, das fremde Substantiv der eigenen Deklination zugänglich zu machen. Zum Vergleich, der Plural von Pizza ist im Deutschen auch Pizzen – das Wort wird an die Deklination des Deutschen angepasst.
Viele der griechischen Wörter sind zu ganz unterschiedlichen Zeiten ins Deutsche eingewandert, sodass Fallunterscheidungen gemacht werden müssen. So existierte Symposium im 16. Jh. wie im griechischen Original als „Trinkgelage, Gastmahl“, während es in der zweiten Hälfte des 20. Jh. unter englisch-amerikanischem Einfluss als „wissenschaftliches Gespräch, Fachkongress“ erneut auftaucht.
Wohl zu allen Zeiten haben sich Wortbildungselemente aber auch verselbständigt und so neue Möglichkeiten der Wortbildung eröffnet, so ist das Politikum (Tatsache, Vorgang von politischer Bedeutung) keineswegs aus griechisch politikon (Bürgerschaft) entstanden, sondern entstand erst aus dem Begriff Politik in seiner modernen Bedeutung, obwohl Politikum und Politik ihre gemeinsame Wurzel politik- vom Griechischen erben.